# Aleksandr Pejwe
Aleksandr Woldemarowicz Pejwe (ros. Александр Вольдемарович Пейве, łot. Aleksandrs Valdemārs Peive, ur. 27 stycznia?/9 lutego 1909 we wsi Siemiencowo w powiecie toropieckim w guberni pskowskiej (obecnie w rejonie toropieckim w obwodzie twerskim), zm. 21 grudnia 1985 w Moskwie) – radziecki geolog, dyrektor Państwowego Instytutu Geologicznego Akademii Nauk ZSRR.

## Życiorys
Urodził się w łotewskiej rodzinie chłopskiej pochodzącej z guberni inflanckiej, był bratem Jana Pejwe. W 1926 podjął studia w Moskiewskim Uniwersytecie Państwowym, od 1929 do 1935 pracował w instytucie naukowym jako geolog, starszy geolog i szef oddziału, 1932-1935 wykładał w Moskiewskim Instytucie Badań Geologicznych. Brał udział w ekspedycjach naukowych do Azji Środkowej, w 1933 opublikował swoją pierwszą pracę naukową. Od 1935 pracował w Państwowym Instytucie Geologicznym Akademii Nauk ZSRR jako pracownik naukowy, później starszy pracownik naukowy, od 1944 zastępca kierownika działu tektoniki, od 1950 szef wydziału, od 1952 zastępca dyrektora ds. pracy naukowej, a od grudnia 1960 do końca życia dyrektor instytutu i jednocześnie 1969-1985 kierownik laboratorium. Jednocześnie 1935-1938 był głównym inżynierem-geologiem ekspedycji tadżycko-pamirskiej Akademii Nauk ZSRR, a 1939-1940 pracownikiem naukowym kaukaskiej ekspedycji kompleksowej. Od 1947 do 1957 kierował wieloma ekspedycjami do Kazachstanu i Azji Środkowej, odkrył wiele złóż boksytów. Prowadził badania geologiczne Kaukazu, Iranu, Albanii, Turcji, Bułgarii, Rumunii, Jugosławii, Węgier, Włoch i Czechosłowacji. Pracował na Uralu, w Tienszanie, w Alpach, Kanadzie i USA, w 1978 prowadził badania w Islandii. Opracowywał też mapy tektoniczne. Napisał ponad 140 prac naukowych. W 1972 był prezesem międzynarodowej podkomisji ds. mapy tektonicznej świata i przewodniczącym Radzieckiego Komitetu ds. Międzynarodowego Programu Korelacji Geologicznej. Był członkiem towarzystw geologicznych Francji (1962), Serbii (1962), Bułgarii (1969) i USA (1975). W 1946 otrzymał tytuł doktora nauk geologiczno-mineralogicznych. W 1958 został członkiem korespondentem, a w 1964 akademikiem Akademii Nauk ZSRR. Od 1953 należał do KPZR. Został pochowany na Cmentarzu Nowodziewiczym.

## Odznaczenia i nagrody
- Medal Sierp i Młot Bohatera Pracy Socjalistycznej (8 lutego 1979)
- Order Lenina (trzykrotnie, 29 kwietnia 1963, 17 września 1975 i 8 lutego 1979)
- Order Czerwonego Sztandaru Pracy (7 lutego 1969)
- Order „Znak Honoru” (10 czerwca 1945)
- Nagroda Państwowa ZSRR (1969)
- Nagroda Stalinowska (1946)
- Państwowa Nagroda Federacji Rosyjskiej (pośmiertnie, 1995)
- Nagroda Władz Federacji Rosyjskiej (pośmiertnie, 2003)
- Order Gwiazdy Polarnej (Mongolia, 1979)
- Medal Przyjaźni (Mongolia, 1973)